# Robert Burnett
Robert Lindsay Burnett (Kemnay, 22 luglio 1887 – Bognor Regis, 2 luglio 1959) è stato un ammiraglio britannico, ufficiale della Royal Navy durante il periodo della seconda guerra mondiale e particolarmente attivo negli scontri del teatro bellico dell'Artico.

## Storia

### Primi anni nella Royal Navy
Nato a Kemnay, un villaggio vicino Aberdeen in Scozia, dopo gli studi alla Bedford School e all'Eastman's Royal Naval Academy di Southsea entrò in Marina il 15 gennaio 1903, e dopo un periodo di assegnazione alla China Station ottenne i gradi di sottotenente nell'aprile 1908. Tenente di vascello dall'aprile 1910, svolse vari incarichi presso l'Atlantic e la Mediterranean Fleet; allo scoppio della prima guerra mondiale nel 1914 Burnett ricoprì incarichi di comando a bordo di vari cacciatorpediniere della Grand Fleet, vedendo l'azione nel corso degli scontri del teatro del Mare del Nord e ottenendo una promozione a capitano di corvetta nell'aprile 1918. Nel luglio 1915 si sposò con Ethel Constance Shaw.
Nel periodo interbellico Burnett ricoprì vari incarichi presso l'Ammiragliato, ottenendo una promozione a capitano di fregata nel dicembre 1923 e a capitano nel dicembre 1930. Dopo aver brevemente comandato la nuova nave da battaglia HMS Rodney tra il 1928 e il 1930, Burnett fu fatto ufficiale comandante della 8th Destroyer Flotilla presso la China Station, con insegna sul cacciatorpediniere HMS Keppel, dal 1931 al 1933. Dopo un incarico a terra come direttore della sezione addestramenti fisico e sport della Royal Navy, dal 1935 fu capo di stato maggiore dell'Africa Station e ufficiale comandante dell'incrociatore leggero HMS Amphion.

### La seconda guerra mondiale

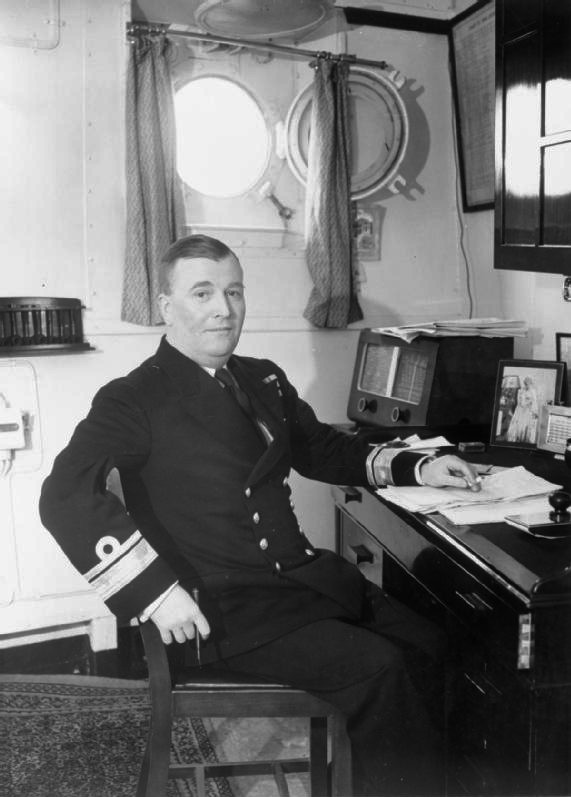
Burnett nel 1943, ritratto nella sua cabina personale a bordo dell'incrociatore Belfast

Commodoro dal 1º marzo 1939, allo scoppio della seconda guerra mondiale nel settembre seguente Burnett era in servizio presso le Royal Naval Barracks di Chatham, ma servì brevemente come aiutante di campo navale del re Giorgio VI del Regno Unito dal giugno 1940 al gennaio 1941, quando ottenne una promozione al grado di retroammiraglio. Dopo alcuni incarichi di comando presso posamine, dal 5 marzo 1942 Burnett fu fatto ufficiale comandante della forza di cacciatorpediniere della Home Fleet e, in questa veste, diresse le operazioni di scorta ai convogli artici diretti in Unione Sovietica dal Regno Unito; la sua azione di comando della scorta del convoglio PQ 18 nel settembre 1942, ripetutamente attaccato dai tedeschi, gli fruttò l'onorificenza di compagno cavaliere dell'Ordine del Bagno. Con insegna sull'incrociatore HMS Sheffield, Burnett giocò un ruolo importante nella battaglia del mare di Barents come responsabile della scorta ravvicinata del convoglio JW 51B: il suo intervento deciso nella fase più critica della battaglia impedì a una squadra di incrociatori tedeschi di arrecare danni ai mercantili del convoglio, spingendoli alla fuga. Per l'azione ottenne l'onorificenza del Distinguished Service Order.
Dal 12 gennaio 1943 Burnett fu fatto comandante del 10th Cruiser Squadron, con insegna sull'incrociatore HMS Belfast, continuando a operare nella scorta dei convogli sulla rotta artica e in Oceano Atlantico; promosso viceammiraglio il 9 dicembre 1943, pochi giorni dopo il 26 dicembre Burnett giocò un ruolo importante nella battaglia di Capo Nord contro i tedeschi: la squadra di incrociatori comandata dall'ufficiale riuscì a spingere in una trappola la nave da battaglia tedesca Scharnhorst, finita affondata al termine di un duro scontro. Per la sua azione nella battaglia, Burnett ricevette l'onorificenza di cavaliere commendatore dell'Ordine dell'Impero Britannico. Burnett lasciò infine il comando del 10th Cruiser Squadron il 1º maggio 1944, quando assunse l'incarico di ufficiale comandante della South Atlantic Station.
Promosso ammiraglio il 15 settembre 1946, dopo la guerra Burnett ricoprì l'incarico di Commander-in-Chief, Plymouth fino al marzo 1950, per poi congedarsi dal servizio due mesi più tardi su sua stessa richiesta per favorire la promozione di ufficiali più giovani. Il suo ultimo incarico pubblico fu quello di presidente della White Fish Authority dal 1950 al 1954, quando si ritirò a vita privata. Robert Burnett morì quindi nella sua casa di Bognor Regis nel Sussex il 2 luglio 1959 all'età di 71 anni.